# 山梨県道611号日野春停車場線
山梨県道611号日野春停車場線（やまなしけんどう611ごう ひのはるていしゃじょうせん）は、山梨県北杜市須玉町若神子から北杜市長坂町富岡まで至る一般県道である。この道路には野猿返坂の別名がある。

## 概要
若神子下交差点を起点に、西川沿いを下る。途中国道141号と交差し、薬師堂橋を渡ると、鳩川の流れに逆らう形で併走する。和田トンネル・日野春トンネルを過ぎると山梨県道612号横手日野春停車場線と交差し、道を折れて野猿返坂を上り日野春駅に到達する。
かつては、和田トンネル手前で坂を上り、長野県道・山梨県道17号茅野北杜韮崎線と北側から接続していたが、現在は和田トンネルと日野春トンネルにより、山梨県道612号横手日野春停車場線に接続している。
北杜市では、当路線を塩川・釜無川地域生活圏（塩川流域の須玉町・明野町と釜無川流域の白州町・武川町をあわせた生活圏）の要となる路線と位置づけ、整備を行っている。

### 路線データ
- 起点：山梨県北杜市須玉町若神子（若神子下交差点＝山梨県道621号須玉中田線交点）
- 終点：山梨県北杜市長坂町（山梨県道612号横手日野春停車場線交点）
- 延長：約4.5km

## 通過する自治体
- 山梨県北杜市

## 交差・接続する道路
- 山梨県道621号須玉中田線（北杜市須玉町・若神子下交差点）
- 国道141号（北杜市須玉町・薬師堂橋東詰交差点）
- 山梨県道612号横手日野春停車場線（北杜市長坂町）

## 周辺
- 北杜市役所
- 峡北工業団地
- 南清里レジャーセンター
- 日野春郵便局
- 日野春駅